# Dix-septième district congressionnel de Floride
La 17e district congressionnel de Floride est un district situé en Floride. Lors du cycle de redécoupage de 2020, le district a été réduit pour inclure uniquement les comtés côtiers de Sarasota et de Charlotte ainsi que le nord-est du comté de Lee, y compris la plupart de Lehigh Acres. D'autres comtés de l'intérieur des terres qui faisaient auparavant partie du district ont été redécoupés dans le nouveau 18e district.
Le 17e district a été créé à la suite du cycle de redécoupage après le recensement de 1980. De 2003 à 2013, il était situé dans le sud de la Floride et était un district majoritairement afro-américain. Il comprenait les parties sud du comté de Broward et les parties orientales du comté de Miami-Dade. Le district comprenait Pembroke Pines, Hollywood, Miramar et North Miami. La majeure partie de ce district constitue désormais le 24e district.
Après le recensement de 2010 et son cycle de redécoupage correspondant, le district comprenait des parties des 12e et 17e district précédents. La majeure partie du territoire du district provenait de la partie ouest de l'ancien 16e. Après un redécoupage ordonné par le tribunal pour les élections de 2016, le district comprenait une vaste zone du centre de la Floride, de l'est de Tampa Bay aux rives ouest du Lac Okeechobee, y compris l'ensemble du comté de Charlotte, du comté de DeSoto, du comté de Glades, du comté de Hardee, du comté de Highlands et d'Okeechobee, ainsi que des parties du comté de Lee, du comté de Polk et du comté de Sarasota. Les principales villes du district comprenaient North Port, Punta Gorda, Venise, Wauchula, Arcadia et Okeechobee.
Le républicain Tom Rooney, Représentant sortant de l'ancien 16e district, s'est présenté aux élections dans le 17e en 2012 et a gagné. Il a été réélu en 2014 et 2016, mais ne s'est pas présenté aux élections en 2018. Greg Steube a été élu le 6 novembre.

## Géographie
| #   | Comté     | Siège       | Population |
| --- | --------- | ----------- | ---------- |
| 15  | Charlotte | Punta Gorda | 206,134    |
| 71  | Lee       | Fort Myers  | 834,573    |
| 115 | Sarasota  | Sarasota    | 469,013    |

### Villes de 10 000 personnes ou plus
- Lehigh Acres – 114 287
- Plantation – 91 750
- North Port – 85 099
- Port Charlotte – 60 625
- Sarasota – 54 842
- North Fort Myers – 42 719
- Lakewood Ranch – 34 877
- Venice – 27 272
- Englewood – 20 800
- Punta Gorda – 19 471
- South Venice – 15 619
- Fruitville – 15 484
- Palmer Ranch – 14 966
- Sarasota Springs – 12 521
- Laurel – 12 186
- Gulf Gate Estates – 11 118
- Rotonda – 10 114

### Villes de 2 500 à 10 000 personnes
- Bee Ridge – 9 955
- Longboat Key – 7 505
- Osprey – 6 690
- Southgate – 6 287
- South Gate Ridge – 6 024
- Fort Myers Shores – 5 774
- Siesta Key – 5 454
- Warm Mineral Springs – 5 442
- South Sarasota – 5 133
- Ridge Wood Heights – 5 064
- The Meadows – 5 037
- Tice – 4 853
- Buckingham – 4 443
- Suncoast Estates – 4 097
- Lake Sarasota – 3 979
- Charlotte Harbor – 3 784
- Kensington Park – 3 697
- Cleveland – 3 435
- Harbour Heights – 3 428
- Venice Gardens – 3 402
- Nokomis – 3 217
- Vamo – 2 822
- Alva – 2 725
- Charlotte Park – 2 667

## Historique de vote
| Année | Poste     | Résultats               |
| ----- | --------- | ----------------------- |
| 1992  | Président | Clinton 74,0 % – 7,0 %  |
| 1996  | Président | Clinton 85,0 % – 12,0 % |
| 2000  | Président | Gore 84,0 % – 15,0 %    |
| 2004  | Président | Kerry 83,0 % – 17,0 %   |
| 2008  | Président | Obama 87,0 % – 12,0 %   |
| 2012  | Président | Romney 58,0 % – 41,0 %  |
| 2016  | Président | Trump 62,0 % – 35,0 %   |
| 2020  | Président | Trump 63,0 % – 35,0 %   |

## Liste des représentants du district
| Membre                            | Parti       | Années                          | Congrès     | Histoire électorale | Zone géographique       |
| --------------------------------- | ----------- | ------------------------------- | ----------- | --- | ----------------------- |
| District établi le 3 janvier 1983 |             |                                 |             | |                         |
| William Lehman (en)               | Démocrate   | 3 janvier 1983 - 3 janvier 1993 | 98e - 102e  | Redécoupage depuis le 13e district et réélu en 1982. Réélu en 1984. Réélu en 1986. Réélu en 1988. Réélu en 1990. Retrait. | 1983–1993               |
| Carrie Meek (en)                  | Démocrate   | 3 janvier 1993 - 3 janvier 2003 | 103e - 107e | Élue en 1992. Réélue en 1994. Réélue en 1996. Réélue en 1998. Réélue en 2000. Retrait.                                    | 1993–2003               |
| Kendrick Meek                     | Démocrate   | 3 janvier 2003 - 3 janvier 2011 | 108e - 111e | Élu en 2002. Réélu en 2004. Réélu en 2006. Réélu en 2008. Retrait pour se présenter comme Sénateur des États-Unis.        | 2003–2013               |
| Frederica Wilson                  | Démocrate   | 3 janvier 2011 - 3 janvier 2013 | 112e        | Élue en 2010. Redécoupage vers le 24e district.                                                                           | 2003–2013               |
| Tom Rooney                        | Républicain | 3 janvier 2013 - 3 janvier 2019 | 113e - 115e | Redécoupage depuis le 16e district et réélu en 2012. Réélu en 2014. Réélu en 2016. Retrait.                               | 2013–2017               |
| Tom Rooney                        | Républicain | 3 janvier 2013 - 3 janvier 2019 | 113e - 115e | Redécoupage depuis le 16e district et réélu en 2012. Réélu en 2014. Réélu en 2016. Retrait.                               | 2017–2023 2023–en cours |
| Greg Steube                       | Républicain | 3 janvier 2019 - en cours       | 116e - 118e | Élu en 2018. Réélu en 2020. Réélu en 2022.                                                                                |                         |

## Résultats des récentes élections
Voici le résultats des dix précédents cycles électoraux dans le district.

### 2004
| Élection de 2004 du 17e district congressionnel de Floride | Élection de 2004 du 17e district congressionnel de Floride | Élection de 2004 du 17e district congressionnel de Floride | Élection de 2004 du 17e district congressionnel de Floride | Élection de 2004 du 17e district congressionnel de Floride |
| ---------------------------------------------------------- | ---------------------------------------------------------- | ---------------------------------------------------------- | ---------------------------------------------------------- | ---------------------------------------------------------- |
| Parti                                                      | Parti                                                      | Candidat                                                   | Votes                                                      | %                                                          |
|                                                            | Démocrate                                                  | Kendrick Meek (sortant)                                    | 178 690                                                    | 99,59                                                      |
|                                                            | No Party                                                   | Autres                                                     | 734                                                        | 0,41                                                       |
| Total des votes                                            | Total des votes                                            | Total des votes                                            | 179 424                                                    | 100 %                                                      |
|                                                            | Les Démocrates conservent                                  |                                                            |                                                            |                                                            |

### 2006
| Élection de 2006 du 17e district congressionnel de Floride | Élection de 2006 du 17e district congressionnel de Floride | Élection de 2006 du 17e district congressionnel de Floride | Élection de 2006 du 17e district congressionnel de Floride | Élection de 2006 du 17e district congressionnel de Floride |
| ---------------------------------------------------------- | ---------------------------------------------------------- | ---------------------------------------------------------- | ---------------------------------------------------------- | ---------------------------------------------------------- |
| Parti                                                      | Parti                                                      | Candidat                                                   | Votes                                                      | %                                                          |
|                                                            | Démocrate                                                  | Kendrick Meek (sortant)                                    | 90 663                                                     | 99,97                                                      |
|                                                            | No Party                                                   | Autres                                                     | 23                                                         | 0,03                                                       |
| Total des votes                                            | Total des votes                                            | Total des votes                                            | 90 686                                                     | 100 %                                                      |
|                                                            | Les Démocrates conservent                                  |                                                            |                                                            |                                                            |

### 2008
| Élection de 2008 du 17e district congressionnel de Floride | Élection de 2008 du 17e district congressionnel de Floride | Élection de 2008 du 17e district congressionnel de Floride | Élection de 2008 du 17e district congressionnel de Floride |
| ---------------------------------------------------------- | ---------------------------------------------------------- | ---------------------------------------------------------- | ---------------------------------------------------------- |
| Parti                                                      | Parti                                                      | Candidat                                                   | %                                                          |
|                                                            | Démocrate                                                  | Kendrick Meek (sortant)                                    | 99,59                                                      |
| Total des votes                                            | Total des votes                                            | Total des votes                                            | 100 %                                                      |
|                                                            | Les Démocrates conservent                                  |                                                            |                                                            |

### 2010
| Élection de 2010 du 17e district congressionnel de Floride | Élection de 2010 du 17e district congressionnel de Floride | Élection de 2010 du 17e district congressionnel de Floride | Élection de 2010 du 17e district congressionnel de Floride | Élection de 2010 du 17e district congressionnel de Floride |
| ---------------------------------------------------------- | ---------------------------------------------------------- | ---------------------------------------------------------- | ---------------------------------------------------------- | ---------------------------------------------------------- |
| Parti                                                      | Parti                                                      | Candidat                                                   | Votes                                                      | %                                                          |
|                                                            | Démocrate                                                  | Frederica Wilson                                           | 106 361                                                    | 86,21                                                      |
|                                                            | Indépendant                                                | Rederick Vereen                                            | 17 009                                                     | 13,79                                                      |
| Total des votes                                            | Total des votes                                            | Total des votes                                            | 123 370                                                    | 100 %                                                      |
|                                                            | Les Démocrates conservent                                  |                                                            |                                                            |                                                            |

### 2012
| Élection de 2012 du 17e district congressionnel de Floride | Élection de 2012 du 17e district congressionnel de Floride | Élection de 2012 du 17e district congressionnel de Floride | Élection de 2012 du 17e district congressionnel de Floride | Élection de 2012 du 17e district congressionnel de Floride |
| ---------------------------------------------------------- | ---------------------------------------------------------- | ---------------------------------------------------------- | ---------------------------------------------------------- | ---------------------------------------------------------- |
| Parti                                                      | Parti                                                      | Candidat                                                   | Votes                                                      | %                                                          |
|                                                            | Républicain                                                | Tom Rooney (sortant)                                       | 165 488                                                    | 58,6                                                       |
|                                                            | Démocrate                                                  | William Bronson                                            | 116 766                                                    | 41,4                                                       |
|                                                            | Indépendant                                                | Tom Baumann (write-in)                                     | 12                                                         | 0,0                                                        |
| Total des votes                                            | Total des votes                                            | Total des votes                                            | 282 266                                                    | 100 %                                                      |
|                                                            | Les Républicains prennent aux Démocrates                   |                                                            |                                                            |                                                            |

### 2014
| Élection de 2014 du 17e district congressionnel de Floride | Élection de 2014 du 17e district congressionnel de Floride | Élection de 2014 du 17e district congressionnel de Floride | Élection de 2014 du 17e district congressionnel de Floride | Élection de 2014 du 17e district congressionnel de Floride |
| ---------------------------------------------------------- | ---------------------------------------------------------- | ---------------------------------------------------------- | ---------------------------------------------------------- | ---------------------------------------------------------- |
| Parti                                                      | Parti                                                      | Candidat                                                   | Votes                                                      | %                                                          |
|                                                            | Républicain                                                | Tom Rooney (sortant)                                       | 141 493                                                    | 63,2                                                       |
|                                                            | Démocrate                                                  | William Bronson                                            | 82 263                                                     | 36,8                                                       |
| Total des votes                                            | Total des votes                                            | Total des votes                                            | 223 756                                                    | 100 %                                                      |
|                                                            | Les Républicains conservent                                |                                                            |                                                            |                                                            |

### 2016
| Élection de 2016 du 17e district congressionnel de Floride | Élection de 2016 du 17e district congressionnel de Floride | Élection de 2016 du 17e district congressionnel de Floride | Élection de 2016 du 17e district congressionnel de Floride | Élection de 2016 du 17e district congressionnel de Floride |
| ---------------------------------------------------------- | ---------------------------------------------------------- | ---------------------------------------------------------- | ---------------------------------------------------------- | ---------------------------------------------------------- |
| Parti                                                      | Parti                                                      | Candidat                                                   | Votes                                                      | %                                                          |
|                                                            | Républicain                                                | Tom Rooney (sortant)                                       | 209 348                                                    | 61,8                                                       |
|                                                            | Démocrate                                                  | April Freeman                                              | 115 974                                                    | 34,2                                                       |
|                                                            | Indépendant                                                | John W Sawyer III                                          | 13 353                                                     | 4,0                                                        |
| Total des votes                                            | Total des votes                                            | Total des votes                                            | 338 675                                                    | 100 %                                                      |
|                                                            | Les Républicains conservent                                |                                                            |                                                            |                                                            |

### 2018
| Élection de 2018 du 17e district congressionnel de Floride | Élection de 2018 du 17e district congressionnel de Floride | Élection de 2018 du 17e district congressionnel de Floride | Élection de 2018 du 17e district congressionnel de Floride | Élection de 2018 du 17e district congressionnel de Floride |
| ---------------------------------------------------------- | ---------------------------------------------------------- | ---------------------------------------------------------- | ---------------------------------------------------------- | ---------------------------------------------------------- |
| Parti                                                      | Parti                                                      | Candidat                                                   | Votes                                                      | %                                                          |
|                                                            | Républicain                                                | Greg Steube                                                | 193 326                                                    | 62,3                                                       |
|                                                            | Démocrate                                                  | Allen Ellison                                              | 117 194                                                    | 37,7                                                       |
| Total des votes                                            | Total des votes                                            | Total des votes                                            | 310 520                                                    | 100 %                                                      |
|                                                            | Les Républicains conservent                                |                                                            |                                                            |                                                            |

### 2020
| Élection de 2020 du 17e district congressionnel de Floride | Élection de 2020 du 17e district congressionnel de Floride | Élection de 2020 du 17e district congressionnel de Floride | Élection de 2020 du 17e district congressionnel de Floride | Élection de 2020 du 17e district congressionnel de Floride |
| ---------------------------------------------------------- | ---------------------------------------------------------- | ---------------------------------------------------------- | ---------------------------------------------------------- | ---------------------------------------------------------- |
| Parti                                                      | Parti                                                      | Candidat                                                   | Votes                                                      | %                                                          |
|                                                            | Républicain                                                | Greg Steube (sortant)                                      | 266 514                                                    | 64,6                                                       |
|                                                            | Démocrate                                                  | Allen Ellison                                              | 140 487                                                    | 34,1                                                       |
|                                                            | Indépendant                                                | Theodore « Pink Tie » Murray                               | 5 396                                                      | 1,3                                                        |
| Total des votes                                            | Total des votes                                            | Total des votes                                            | 412 397                                                    | 100 %                                                      |
|                                                            | Les Républicains conservent                                |                                                            |                                                            |                                                            |

### 2022
Les primaires républicaine et démocrate ont été annulées. Greg Steube (R-Sortant), et Andrea Doria Kale (D) avancent vers l'élection générale.
| Élection de 2022 du 17e district congressionnel de Floride | Élection de 2022 du 17e district congressionnel de Floride | Élection de 2022 du 17e district congressionnel de Floride | Élection de 2022 du 17e district congressionnel de Floride | Élection de 2022 du 17e district congressionnel de Floride |
| ---------------------------------------------------------- | ---------------------------------------------------------- | ---------------------------------------------------------- | ---------------------------------------------------------- | ---------------------------------------------------------- |
| Parti                                                      | Parti                                                      | Candidat                                                   | Votes                                                      | %                                                          |
|                                                            | Républicain                                                | Greg Steube (sortant)                                      | 222 601                                                    | 63,8                                                       |
|                                                            | Démocrate                                                  | Andrea Doria Kale                                          | 123 822                                                    | 35,5                                                       |
|                                                            | Indépendant                                                | Theodore Murray                                            | 2 226                                                      | 0,64                                                       |
| Total des votes                                            | Total des votes                                            | Total des votes                                            | 348 649                                                    | 100 %                                                      |
|                                                            | Les Républicains conservent                                |                                                            |                                                            |                                                            |

### 2024
La primaire républicaine a été annulée. Greg Steube (R-Sortant) avance vers l'élection générale.
| Primaire démocrate de 2024 du 17e district congressionnel de Floride | Primaire démocrate de 2024 du 17e district congressionnel de Floride | Primaire démocrate de 2024 du 17e district congressionnel de Floride | Primaire démocrate de 2024 du 17e district congressionnel de Floride | Primaire démocrate de 2024 du 17e district congressionnel de Floride |
| -------------------------------------------------------------------- | -------------------------------------------------------------------- | -------------------------------------------------------------------- | -------------------------------------------------------------------- | -------------------------------------------------------------------- |
| Parti                                                                | Parti                                                                | Candidat                                                             | Votes                                                                | %                                                                    |
|                                                                      | Démocrate                                                            | Manny Lopez                                                          | 25 017                                                               | 52,9                                                                 |
|                                                                      | Démocrate                                                            | Matthew Montavon                                                     | 22 244                                                               | 47,1                                                                 |

| Élection de 2024 du 17e district congressionnel de Floride | Élection de 2024 du 17e district congressionnel de Floride | Élection de 2024 du 17e district congressionnel de Floride | Élection de 2024 du 17e district congressionnel de Floride | Élection de 2024 du 17e district congressionnel de Floride |
| ---------------------------------------------------------- | ---------------------------------------------------------- | ---------------------------------------------------------- | ---------------------------------------------------------- | ---------------------------------------------------------- |
| Parti                                                      | Parti                                                      | Candidat                                                   | Votes                                                      | %                                                          |
|                                                            | Républicain                                                | Greg Steube (sortant)                                      | 291 347                                                    | 63,9                                                       |
|                                                            | Démocrate                                                  | Manny Lopez                                                | 164 566                                                    | 36,1                                                       |
|                                                            | Indépendant                                                | Ralph E. Hartman                                           | 8                                                          | 0,0                                                        |
| Total des votes                                            | Total des votes                                            | Total des votes                                            | 455 921                                                    | 100 %                                                      |
|                                                            | Les Républicains conservent                                |                                                            |                                                            |                                                            |